# Cyrtandra funkii
Cyrtandra funkii är en tvåhjärtbladig växtart som beskrevs av Franz Reinecke. Cyrtandra funkii ingår i släktet Cyrtandra och familjen Gesneriaceae. Inga underarter finns listade i Catalogue of Life.